# Nomisia flavimana
Nomisia flavimana är en spindelart som beskrevs av Denis 1937. Nomisia flavimana ingår i släktet Nomisia och familjen plattbuksspindlar.
Artens utbredningsområde är Algeriet. Inga underarter finns listade i Catalogue of Life.